# María Ucedo
María Ucedo (Buenos Aires, 3 de mayo de 1968) es una actriz y bailarina argentina. Fue una de las fundadoras de la compañía de danza teatral El descueve, por la cual, fue distinguida con un premio Konex en 2009.

## Carrera profesional
María Ucedo inició su formación como bailarina a los 16 años cuando se inscribió en la academia de danza de Margarita Bali, donde se interesó por la composición e interpretación de la disciplina. En 1990, Ucedo junto a Carlos Casella, Mayra Bonard, Ana Frenkel y Gabriela Barberio fundaron el grupo de danza y teatro El descueve, presentando su primera obra titulada Criatura. En 1995, fue convocada por el grupo De la Guarda para crear el espectáculo Villa villa que la llevó a visitar varias compañías teatrales en ciudades del mundo como Londres, Nueva York, Zurich y Ámsterdam. Luego, participó en los espectáculos La fortuna, Corazones maduros, Hermosura (2003), Todos contentos y Patito feo (2005).
Su primera aparición en televisión fue en el programa La TV ataca (1991), donde participó como coconductora en las primeras emisiones junto a Mario Pergolini. Después, tuvo pequeñas actuaciones en la pantalla grande, apareciendo en las películas Después de la tormenta (1991) y Mar de amores (1998). En 2002, debutó como actriz en la telenovela Franco Buenaventura, el profe de Telefe, en la cual interpretó a Gladys Libonati. Tiempo después, adquirió reconocimiento por su papel en la película dramática El otro (2007) dirigida por Ariel Rotter, que le valió su primera nominación a los premios Cóndor de Plata en la categoría revelación femenina.
Posteriormente, Ucedo expandió su carrera como actriz de cine, desempeñando roles secundarios en las películas Música en espera (2009), Paco (2009) y Juan y Eva (2011). En 2010, retornó a la televisión integrando el elenco principal de la telenovela dramática Contra las cuerdas emitida por la TV Pública, donde se puso en la piel de Graziana.

## Filmografía

### Cine
| Año  | Título                              | Papel               | Notas                           |
| ---- | ----------------------------------- | ------------------- | ------------------------------- |
| 1991 | Después de la tormenta              |                     |                                 |
| 1998 | Mar de amores                       | Bailarina           |                                 |
| 2006 | Carta                               | Mora                | Cortometraje                    |
| 2007 | El otro                             | Mujer de Entre Ríos |                                 |
| 2007 | El pasado                           | Mujer del espejo 2  |                                 |
| 2008 | Lluvia                              | Ana                 |                                 |
| 2008 | Sangre en la boca                   | Chica del cabaret   | Cortometraje                    |
| 2008 | La madre de Ernesto                 | Mamá de Ernesto     | Cortometraje                    |
| 2009 | Rodney                              | Ama                 |                                 |
| 2009 | Música en espera                    | Mariana             |                                 |
| 2009 | Paco                                | Julieta             |                                 |
| 2011 | Juan y Eva                          | Blanca Luz Brum     |                                 |
| 2013 | Deshora                             | Helena              |                                 |
| 2013 | El amor a veces                     |                     |                                 |
| 2013 | La utilidad de un revistero         | Ana                 |                                 |
| 2014 | Malvinas, 30 miradas                | Patricia            | Segmento: CP 9409               |
| 2014 | El hijo buscado                     | Ana                 |                                 |
| 2015 | Historias breves 11                 | Mamá de Fabrizio    | Segmento: El inicio de Fabrizio |
| 2015 | Cómo funcionan casi todas las cosas | Rita                |                                 |
| 2016 | Fin de semana                       | Carla               |                                 |
| 2017 | Tigre                               | Helena              |                                 |
| 2019 | Los dos papas                       | Esther Ballestrino  |                                 |
| 2022 | Cenizas al mar                      | Sofía               |                                 |
| 2022 | La residencia                       | Silvia              |                                 |
| 2022 | Canción infantil                    | Beatriz             | Cortometraje                    |
| 2022 | Reparo                              | Amalia              |                                 |
| 2023 | Los terrenos                        | Juana               |                                 |
| 2023 | Corte                               | Julia               |                                 |
| 2023 | Alemania                            | Sandra              |                                 |
| 2024 | Paisaje                             | Mamá de Leandro     |                                 |
| 2024 | El llanto                           | Mamá de Camila      |                                 |

### Televisión
| Año       | Título                           | Papel           | Notas                             |
| --------- | -------------------------------- | --------------- | --------------------------------- |
| 1991      | La TV ataca                      | Coconductora    |                                   |
| 2002      | Franco Buenaventura, el profe    | Gladys Libonati |                                   |
| 2008      | In Nome del Figlio               | María           | Película de televisión italiana   |
| 2009      | Acompañantes                     | Marcela         |                                   |
| 2010-2011 | Contra las cuerdas               | Graziana        |                                   |
| 2012      | Dulce amor                       |                 |                                   |
| 2013      | Historias de corazón             | Lila            | Episodio: «Sangre de mi sangre»   |
| 2014      | Guapas                           | Silvina         |                                   |
| 2014      | Pasajeros                        |                 |                                   |
| 2015      | Fronteras                        | Carina          |                                   |
| 2015      | Cromo                            | Lena            |                                   |
| 2017      | En viaje                         | Tania           | Episodio: «Ella y yo»             |
| 2023      | El amor después del amor         | Bailarina       | Episodio: «Canción sobre canción» |
| 2023      | Las bellas almas de los verdugos | Periodista      |                                   |
| 2023      | Mordisquito                      | María Laura     |                                   |
| 2024      | Felices los 6                    | Margarita       |                                   |
| 2025      | Atrapados                        | Ariana Nasbro   |                                   |

## Premios y nominaciones
| Año  | Organización                                 | Categoría                        | Trabajo         | Resultado | Ref(s) |
| ---- | -------------------------------------------- | -------------------------------- | --------------- | --------- | ------ |
| 2008 | Premios Cóndor de Plata                      | Revelación femenina              | El otro         | Nominada  | [ 6 ]  |
| 2009 | Premios Konex                                | Compañía de danza                | El descueve     | Ganadora  | [ 7 ]  |
| 2011 | Premios Sur                                  | Mejor actriz de reparto          | Juan y Eva      | Nominada  | [ 8 ]  |
| 2012 | Premios Cóndor de Plata                      | Mejor actriz de reparto          | Juan y Eva      | Nominada  | [ 9 ]  |
| 2015 | Premios Cóndor de Plata                      | Mejor actriz de reparto          | El hijo buscado | Nominada  | [ 10 ] |
| 2015 | Premios Teatro del Mundo                     | Mejor dirección coreográfica     | Cero. Cero      | Nominada  | [ 11 ] |
| 2017 | Festival Internacional de Cine de Oldemburgo | Mejor actriz                     | Fin de semana   | Nominada  | [ 12 ] |
| 2017 | Festival Internacional de Cine de Oldemburgo | Mejor reparto                    | Fin de semana   | Nominada  | [ 12 ] |
| 2018 | Premios Cóndor de Plata                      | Mejor actriz de reparto          | Tigre           | Nominada  | [ 13 ] |
| 2024 | Premios María Guerrero                       | Actuación unipersonal            | El rayo         | Nominada  | [ 14 ] |
| 2024 | Premios María Guerrero                       | Dramaturgia                      | El rayo         | Nominada  | [ 14 ] |
| 2024 | Premios Martín Fierro de Cine y Series       | Mejor actriz de reparto de drama | Alemania        | Nominada  | [ 15 ] |
| 2024 | Premios Sur                                  | Mejor actriz de reparto          | Alemania        | Ganadora  | [ 16 ] |